# Givenchy

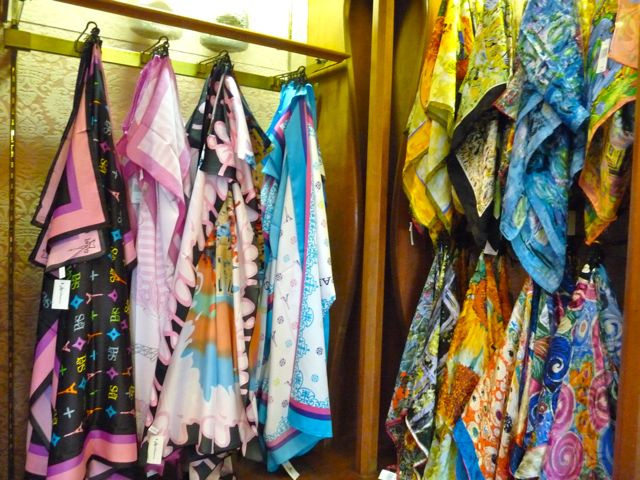
Khăn lụa trong một cửa hàng Givenchy ở Epcot

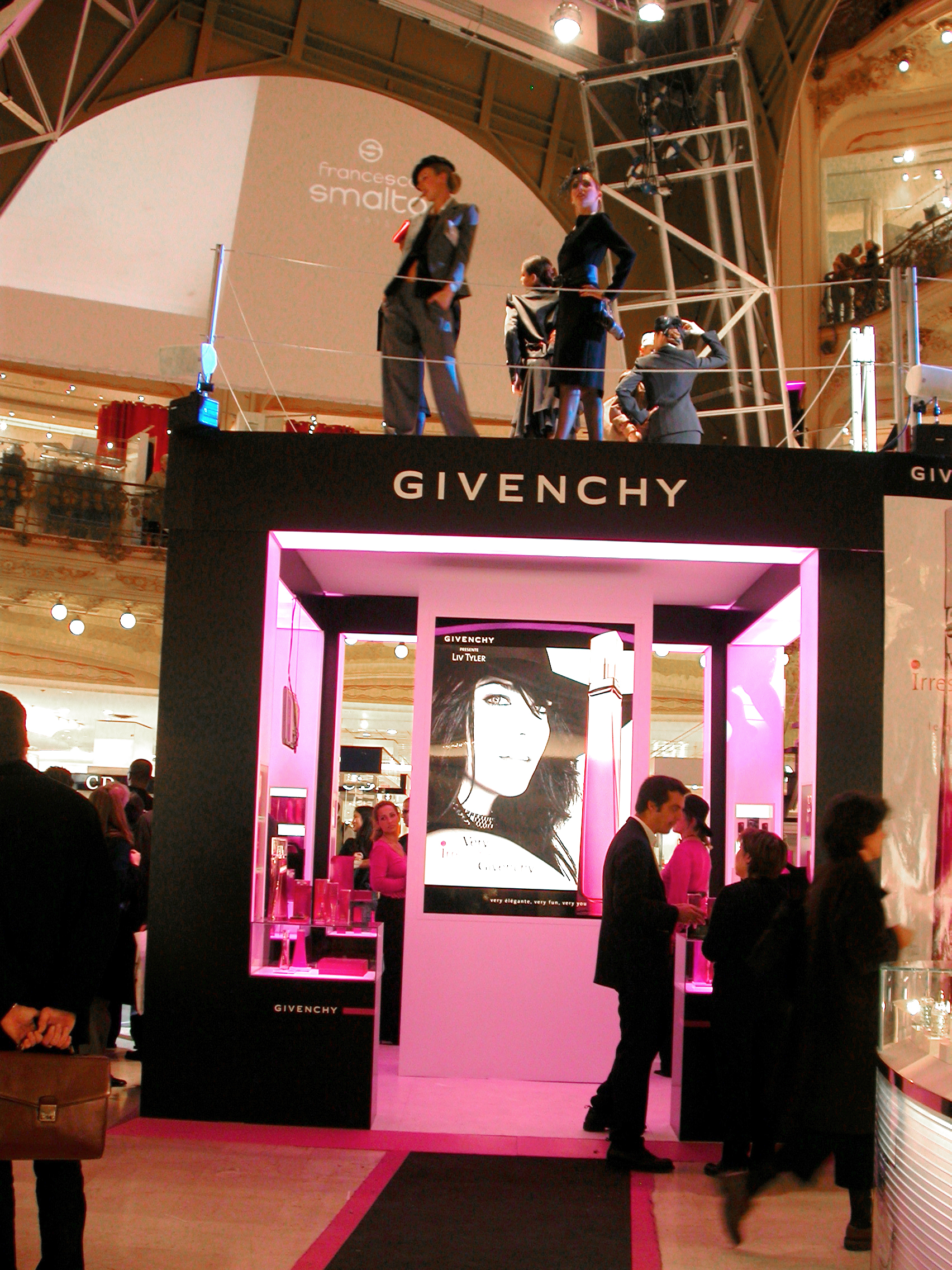
Bày trí trong một buổi ra mắt nước hoa năm 2007

Givenchy (phát âm tiếng Pháp: [ʒivɑ̃ʃi]) là một nhãn hiệu thời trang, dầu thơm và mỹ phẩm ở Pháp.
Givenchy được thành lập năm 1952 do Hubert de Givenchy và là một thành viên của Chambre Syndicale de la Haute Couture et du Pret-a-Porter. Nó trực thuộc tiệm LVMH và trong năm 1993 có mộ thương số là $176 triệu. Nó sấp hàng thứ nhì sau đơn vị kia của LVMH là Dior.

## Dưới quyền Hubert de Givenchy, 1952–1995
Khi còn là nhà thiết kế ở Givenchy, Hubert de Givenchy được biết đến do những kiểu trang phục hiện đại và đầy phụ nữ tính. Điều này khiến có nhiều khách hành ưa chuộng đồ Givenchy. Đại sứ nổi tiếng nhât của hiệu là Audrey Hepburn trong những phim như là Sabrina, How to Steal a Million and Breakfast at Tiffany's. Những khách hàng nổi tiếng khác gồm có các gia đình Guinness, Grimaldi và Kennedy; họ mặc quần áo hiệu Givenchy khi đi đám tang John F. Kennedy. Hubert de Givenchy giải nghệ vào năm 1995.